# ケリー・バーク
ケリー・バーク（Kelly Burke, 1944年12月31日 - ）は、アメリカ合衆国の男性向雑誌PLAYBOY誌・1966年6月号のプレイメイト。彼女の中央見開き折込ページ（センターフォールド）は、ウィリアム・フィッゲ (William  Figge) によって撮影された。

## 来歴
カリフォルニア州ロサンゼルス生まれ。PLAYBOY誌の撮影時点では、彼女は人文科学と社会科学を専攻する、カリフォルニア州立理工大学ポモナ校 (California State Polytechnic University, Pomona) の学生だった。彼女は学費を稼ぐために、玩具店、外車修理工場、大学内の工学学校、処方薬を買い入れる医療保険会社など多くの場所で働いた。彼女は（2008年）現在、カリフォルニアで薬局を所有している。
Playmate Bookによると、プレイメイトの撮影の時、ケリーは妊娠していた。彼女はまた、1966年のプレイメイト・オブ・ザ・イヤーのアリソン・パークスと（当時）義理の姉妹であった。